# Подстолиці (Малопольське воєводство)
Подстолиці (пол. Podstolice) — село в Польщі, у гміні Величка Велицького повіту Малопольського воєводства.
Населення — 1024 особи (2011).

## Демографія
Демографічна структура станом на 31 березня 2011 року:
|          | Загалом | Допрацездатний вік | Працездатний вік | Постпрацездатний вік |
| -------- | ------- | ------------------ | ---------------- | -------------------- |
| Чоловіки | 525     | 138                | 338              | 49                   |
| Жінки    | 499     | 99                 | 303              | 97                   |
| Разом    | 1024    | 237                | 641              | 146                  |